# Europees kampioenschap schaatsen 1902
Het Europese kampioenschap allround in 1902 werd van 18 tot 19 januari 1902 verreden in het Eisstadion in Davos.
De titelverdediger was de Noor Rudolf Gundersen, de Europees kampioen van 1901 gewonnen in het Øen Stadion in Trondheim. De Noor Johan Schwartz werd kampioen door het winnen van drie afstanden.

## Klassement
| #    | Naam                | Land                | 500m         | 5000m      | 1500m        | 10.000m     |
| ---- | ------------------- | ------------------- | ------------ | ---------- | ------------ | ----------- |
| Goud | Johan Schwartz      | Noorwegen           | 48,4 (3)     | 8.51,2 (1) | 2.26,0 (1)   | 18.09,4 (1) |
| (2)  | Rudolf Gundersen    | Noorwegen           | 46,4 (1)     | 8.54,0 (2) | 2.26,6 (2)   | 18.41,0 (2) |
| (3)  | Franz Wathén        | Finland             | 47,0 (2)     | 9.09,4 (3) | 2.34,6 (4)   | 18.44,0 (3) |
| (4)  | Franz Schilling     | Oostenrijk          | 50,2 (5)     | 9.20,4 (5) | 2.32,6 (3)   | 19.02,2 (5) |
| (5)  | Jan Greve           | Nederland           | 49,0 (4)     | 9.11,6 (4) | 2.49,0 * (6) | 18.58,4 (4) |
| NS4  | Georges de Stoppani | Frankrijk           | 50,2 (5)     | 9.43,0 (6) | 2.39,2 (5)   | NS          |
| NS3  | Charles Edgington   | Verenigd Koninkrijk | 1.04,6 *(9)  | 9.59,6 (7) | NS           |             |
| NS2  | Philip Seon         | Frankrijk           | 54,0 (7)     | NS         |              |             |
| NS2  | Ferdinand Bölling   | Duitse Keizerrijk   | 1.00,8 * (8) | NS         | 2.51,0 *(7)  |             |

* = met val
NC = niet gekwalificeerd
NF = niet gefinisht
NS = niet gestart
DQ = gediskwalificeerd